# Брабос
Брабос (ісп. Brabos) — муніципалітет в Іспанії, у складі автономної спільноти Кастилія-і-Леон, у провінції Авіла. Населення — 58 осіб (2010).
Муніципалітет розташований на відстані близько 110 км на захід від Мадрида, 24 км на північний захід від Авіли.
На території муніципалітету розташовані такі населені пункти: (дані про населення за 2010 рік)
- Брабос: 24 особи
- Оркахуело: 34 особи

## Демографія
Динаміка населення (INE ):